# Campionato mondiale di Formula 1 1954
Il campionato mondiale di Formula 1 1954 organizzato dalla FIA è stato, nella storia della categoria, il 5° ad assegnare il campionato piloti. È iniziato il 17 gennaio ed è terminato il 24 ottobre, dopo 9 gare. Il titolo mondiale piloti è andato per la seconda volta al campione argentino Juan Manuel Fangio. Il pilota argentino diventò il primo e, tuttora, l'unico pilota a vincere il titolo mondiale piloti correndo, nello stesso anno, con 2 team diversi (Maserati per le prime 2 gare, Mercedes per il resto della stagione).

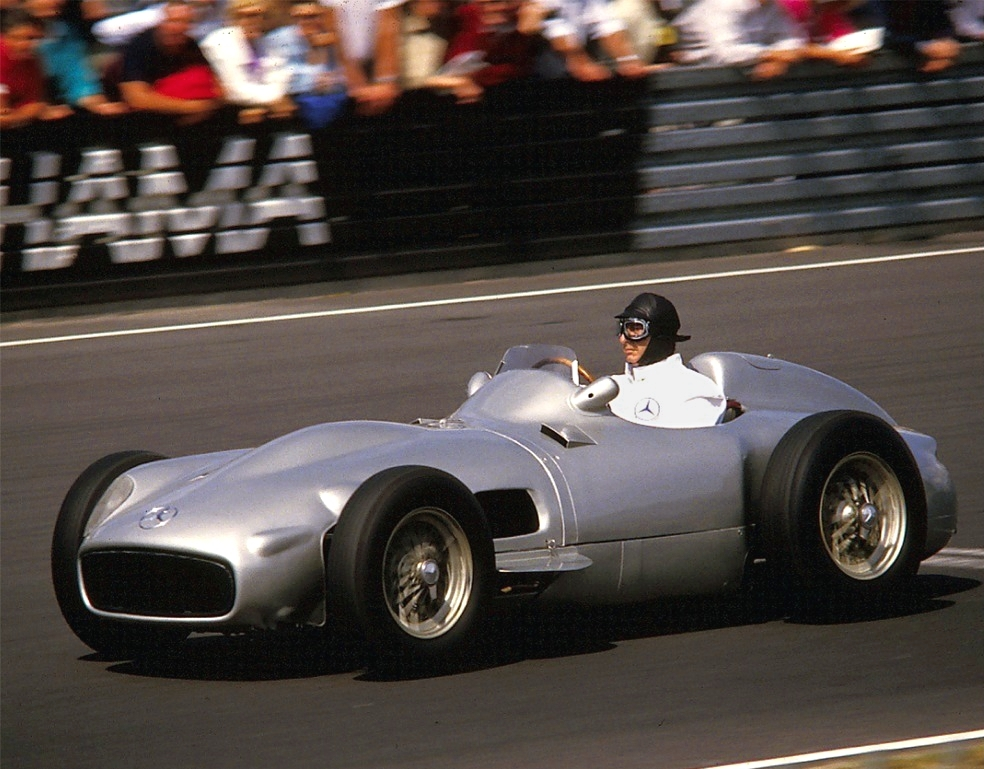
La Mercedes-Benz W196 guidata da Juan Manuel Fangio, campione del mondo piloti per la seconda volta in carriera.

## Riassunto della stagione
Dopo due stagioni corse con il regolamento tecnico di categoria Formula 2 si passò dai motori da 2,0 a 2,5 litri (Unica eccezione, fu la 500 Miglia di Indianapolis, riservate alle vetture secondo il regolamento tecnico specifico).
La Mercedes-Benz ritornò nel mondo dei Gran Premi all'appuntamento francese con una vettura carenata che Fangio e Kling portarono subito al 1º e 2º posto in gara. Successivamente lo stesso modello si dimostrò inadatto a Silverstone e la casa tedesca produsse un telaio convenzionale per il Nürburgring, vincendo tre delle rimanenti quattro gare in programma.

## Il calendario
| Gara | Nome ufficiale del Gran Premio | Circuito                      | Sede         | Data        | Ora Locale | Diretta TV |
| ---- | ------------------------------ | ----------------------------- | ------------ | ----------- | ---------- | ---------- |
| 1    | Argentine Grand Prix           | Circuito di Buenos Aires      | Buenos Aires | 17 gennaio  | -          | -          |
| 2    | Indianapolis 500               | Indianapolis Motor Speedway   | Speedway     | 31 maggio   | -          | -          |
| 3    | Belgian Grand Prix             | Circuito di Spa-Francorchamps | Stavelot     | 20 giugno   | -          | -          |
| 4    | French Grand Prix              | Circuito di Reims             | Gueux        | 4 luglio    | -          | -          |
| 5    | British Grand Prix             | Circuito di Silverstone       | Silverstone  | 17 luglio   | -          | -          |
| 6    | German Grand Prix              | Nürburgring                   | Nürburg      | 1º agosto   | -          | -          |
| 7    | Swiss Grand Prix               | Circuito di Bremgarten        | Berna        | 22 agosto   | -          | -          |
| 8    | Gran Premio d'Italia           | Autodromo nazionale di Monza  | Monza        | 5 settembre | -          | -          |
| 9    | Spanish Grand Prix             | Circuito di Pedralbes         | Barcellona   | 24 ottobre  | -          | -          |

## Scuderie e piloti
| Nome del team                   | Costruttore            | Modello       | Motore           | Gomme | Piloti |
| ------------------------------- | ---------------------- | ------------- | ---------------- | ----- | --- |
| Advance Muffler/Bruce Bromme    | Bromme                 |               | Offenhauser      | F     | Danny Kladis Spider Webb |
| Ansted Rotary/Hoosier Racing    | Kurtis Kraft           | 500A          | Offenhauser      | F     | Paul Russo |
| Automobiles Shippers/Casaroll   | Kurtis Kraft           | 4000 500A     | Offenhauser      | F     | Duane Carter Troy Ruttman |
| Bardahl/Ed Walsh                | Kurtis Kraft           | 500C 4000     | Offenhauser      | F     | Jim Rathmann Art Cross Bill Holland Sam Hanks |
| Baron de Graffenried            | Maserati               | A6GCM         | Maserati         | P     | Toulo de Graffenried Ottorino Volonterio |
| Belanger Motors                 | Kurtis Kraft Lesovsky  |               | Offenhauser      | F     | Lee Wallard Walt Faulkner |
| Belond Equa-Flow/Calif. Muffler | Kurtis Kraft           | 500C          | Offenhauser      | F     | Johnnie Parsons |
| Bill Whitehouse                 | Connaught              | A             | Lea-Francis      | D     | Bill Whitehouse |
| Bob Estes                       | Phillips               |               | Offenhauser      | F     | Don Freeland |
| Bob Gerard                      | Cooper                 | T23           | Bristol          | D     | Bob Gerard |
| Brown Motors                    | Schroeder              |               | Offenhauser      | F     | Andy Linden |
| Carlos Menditeguy               | Maserati               | A6GCM         | Maserati         | P     | Carlos Menditeguy |
| Christy                         | Lesovsky               |               | Offenhauser      | F     | Bob Christie |
| Commercial Motor Freight        | Ewing                  | D             | Offenhauser      | F     | Duke Dinsmore |
| D-A Lubricants Racing           | Moore Ewing            | D             | Offenhauser      | F     | Potsy Goacher Duke Dinsmore |
| Daimler-Benz                    | Mercedes-Benz          | W196          | Mercedes-Benz    | C     | Juan Manuel Fangio Hans Herrmann Karl Kling Hermann Lang |
| Dean Van Lines                  | Kuzma                  | Indy Roadster | Offenhauser      | F     | Jimmy Bryan |
| Dr. R. N. Sabourin              | Pawl                   |               | Offenhauser      | F     | Rodger Ward |
| Dunn Engineering                | Kurtis Kraft           | 500A          | Offenhauser      | F     | Pat Flaherty |
| Ecurie Ecosse                   | Connaught              | A             | Lea-Francis      | D     | Leslie Thorne |
| Ecurie Francorchamps            | Ferrari                | 500           | Ferrari          | E     | Jacques Swaters |
| Ecurie Richmond                 | Cooper                 | T23           | Bristol          | D     | Rodney Nuckey Eric Brandon |
| Ecurie Rosier                   | Ferrari Maserati       | 625 500 250F  | Ferrari Maserati | D P   | Louis Rosier Maurice Trintignant Robert Manzon |
| Ed Stone                        | Kurtis Kraft           | 3000          | Offenhauser      | F     | George Fonder Al Herman |
| Elgin Piston Pin                | Kurtis Kraft           | 500A          | Offenhauser      | F     | Jim Rathmann |
| Emmett Malloy                   | Pankratz               |               | Offenhauser      | F     | Jimmy Reece |
| Equipe Gordini                  | Gordini                | T16           | Gordini          | E     | Jean Behra Élie Bayol Roger Loyer Paul Frère André Pilette Jacques Pollet Clemar Bucci Fred Wacker                                                                            |
| Federal Engineering             | Kurtis Kraft           | 3000 4000     | Offenhauser      | F     | Larry Crockett Eddie Russo |
| Fuel Injection/Howard Keck      | Kurtis Kraft           | 500A          | Offenhauser      | F     | Bill Vukovich |
| GA Vandervell                   | Vanwall                | Special       | Vanwall          | P     | Peter Collins |
| Georges Berger                  | Gordini                | T16           | Gordini          | E     | Georges Berger |
| Gilby Engineering               | Maserati               | 250F          | Maserati         | D     | Roy Salvadori |
| Giovanni de Riu                 | Maserati               | A6GCM         | Maserati         | P     | Giovanni de Riu |
| Gould's Garage                  | Cooper                 | T23           | Bristol          | D     | Horace Gould |
| H.A. Chapman                    | Stevens Nichels        |               | Offenhauser      | F     | Ed Elisian Johnny Thomson |
| Hans Klenk                      | Klenk                  | Meteor        | BMW              | P     | Theo Helfrich |
| Harry Schell                    | Maserati               | A6GCM         | Maserati         | P     | Harry Schell |
| Hart Fullerton                  | Kurtis Kraft           | 4000          | Offenhauser      | F     | Marshall Teague |
| HW Motors                       | HWM                    | 53            | Alta             | D     | Lance Macklin |
| Hoosier Racing Team             | Kurtis Kraft           | 500A          | Offenhauser      | F     | Johnnie Tolan |
| Hopkins/Motor Racers            | Lesovsky Kurtis Kraft  | 500C          | Offenhauser      | F     | Henry Banks Pat O'Connor |
| J.C. Agajanian                  | Kuzma                  | Indy Roadster | Offenhauser      | F     | Chuck Stevenson |
| Jack Hinkle                     | Kurtis Kraft           | 500C          | Offenhauser      | F     | Jack McGrath |
| Jim Robbins                     | Stevens                |               | Offenhauser      | F     | Cal Niday |
| John Zink                       | Kurtis Kraft           | 4000          | Offenhauser      | F     | Gene Hartley |
| Jones & Maley Cars              | Kurtis Kraft           | 500C          | Offenhauser      | F     | Bill Homeier |
| Jorge Daponte                   | Maserati               | A6GCM         | Maserati         | P     | Jorge Daponte |
| Leslie Marr                     | Connaught              | A             | Lea-Francis      | D     | Leslie Marr |
| Lutes Truck Parts               | Kurtis Kraft           | 4000          | Offenhauser      | F     | Bob Sweikert |
| Marion Engineering              | Kurtis Kraft           | 2000          | Offenhauser      | F     | Eddie Sachs |
| McDowell/Roger Wolcott          | Schroeder              |               | Offenhauser      | F     | Frank Mundy |
| McNamara/Lee Elkins             | Kurtis Kraft Turner    | 500C          | Offenhauser      | F     | Mike Nazaruk Eddie Johnson |
| Mel Wiggers                     | Kurtis Kraft           | 500C          | Offenhauser      | F     | Tony Bettenhausen |
| Merz Engineering/Milt Marion    | Kurtis Kraft           | 500C          | Offenhauser      | F     | Fred Agabashian |
| Micro-Nut                       | Kurtis Kraft           | 4000          | Offenhauser      | F     | Danny Oakes |
| Murrell Belanger                | Kurtis Kraft           |               | Offenhauser      | F     | Jerry Hoyt |
| Novi Pure Oil/Lewis Welch       | Kurtis Kraft           |               | Novi             | F     | Duke Nalon |
| Officine Alfieri Maserati       | Maserati               | A6GCM 250F    | Maserati         | P     | Juan Manuel Fangio Onofre Marimon Luigi Musso Principe Bira Sergio Mantovani Alberto Ascari Luigi Villoresi Louis Rosier Roberto Mieres Stirling Moss Paco Godia Harry Schell |
| Owen Racing Organisation        | Maserati               | 250F          | Maserati         | D     | Ken Wharton |
| Park Motors                     | Silnes                 | 500           | Offenhauser      | F     | Chuck Weyant |
| Pat Clancy                      | Kurtis Kraft           | 500A          | Offenhauser      | F     | Jimmy Davies |
| Peter Schmidt                   | Kuzma                  | Indy Roadster | Offenhauser      | F     | Manny Ayulo Walt Faulkner |
| Peter Wales Trucking            | Kurtis Kraft           | 4000          | Offenhauser      | F     | Ed Elisian |
| Marian A. Chinetti              | Ferrari                | 375S          | Ferrari          | F     | Danny Oakes |
| Peter Whitehead                 | Cooper                 | T24           | Alta             | D     | Peter Whitehead |
| Prince Bira                     | Maserati               | 250F          | Maserati         | P     | Principe Bira Ron Flockhart |
| Ray Brady                       | Schroeder Kurtis Kraft | 4000          | Offenhauser      | F     | Len Duncan Bob Scott |
| Ray Crawford                    | Kurtis Kraft           | 500B          | Offenhauser      | F     | Ernie McCoy |
| RJ Chase                        | Cooper                 | T23           | Bristol          | D     | Alan Brown |
| RRC Walker Racing Team          | Connaught              | A             | Lea-Francis      | D     | John Riseley-Prichard |
| Roberto Mieres                  | Maserati               | A6GCM         | Maserati         | P     | Roberto Mieres |
| Scuderia Ambrosiana             | Ferrari                | 500           | Ferrari          | A     | Reg Parnell |
| Scuderia Ferrari                | Ferrari                | 625 553       | Ferrari          | P     | Nino Farina José Froilán González Mike Hawthorn Umberto Maglioli Maurice Trintignant Piero Taruffi Robert Manzon Alberto Ascari                                               |
| Scuderia Lancia                 | Lancia                 | D50           | Lancia           | P     | Luigi Villoresi Alberto Ascari |
| Shouse Motors                   | Kurtis Kraft           | 500A          | Chrysler         | F     | Pat Flaherty |
| Sir Jeremy Boles                | Connaught              | A             | Lea-Francis      | D     | Don Beauman |
| Springfield Welding/Paoli       | Kurtis Kraft           | 4000          | Offenhauser      | F     | Art Cross |
| Stirling Moss                   | Maserati               | 250F          | Maserati         | P     | Stirling Moss |
| Sumar/Chapman Root              | Kurtis Kraft           | 3000 500C     | Offenhauser      | F     | Jerry Hoyt Jimmy Daywalt |
| T.W. & W.T. Martin              | Kurtis Kraft           |               | Offenhauser      | F     | Frank Armi |
| Tom Sarafoff                    | Kurtis Kraft           | 2000          | Offenhauser      | F     | Cliff Griffith George Tichenor |
| Travelon Trailer/Ernest Ruiz    | Kurtis Kraft           | 500A          | Offenhauser      | F     | Bob Scott |
| Youngstown White Truck          | Kurtis Kraft           | 3000          | Offenhauser      | F     | Billy Devore |

## Risultati

### Gare mondiali
| Nº | Gran Premio                  | Circuito          | Pole position         | Giro veloce                                                                                                   | Vincitore             | Costruttore              | Resoconto |
| -- | ---------------------------- | ----------------- | --------------------- | --- | --------------------- | ------------------------ | --------- |
| 1  | Gran Premio d'Argentina      | Buenos Aires      | Nino Farina           | José Froilán González                                                                                         | Juan Manuel Fangio    | Maserati                 | Resoconto |
| 2  | 500 Miglia di Indianapolis   | Indianapolis      | Jack McGrath          | Jack McGrath                                                                                                  | Bill Vukovich         | Kurtis Kraft-Offenhauser | Resoconto |
| 3  | Gran Premio del Belgio       | Spa-Francorchamps | Juan Manuel Fangio    | Juan Manuel Fangio                                                                                            | Juan Manuel Fangio    | Maserati                 | Resoconto |
| 4  | Gran Premio di Francia       | Reims             | Juan Manuel Fangio    | Hans Herrmann                                                                                                 | Juan Manuel Fangio    | Mercedes                 | Resoconto |
| 5  | Gran Premio di Gran Bretagna | Silverstone       | Juan Manuel Fangio    | Alberto Ascari Jean Behra Juan Manuel Fangio José Froilán González Mike Hawthorn Onofre Marimón Stirling Moss | José Froilán González | Ferrari                  | Resoconto |
| 6  | Gran Premio di Germania      | Nürburgring       | Juan Manuel Fangio    | Karl Kling | Juan Manuel Fangio    | Mercedes                 | Resoconto |
| 7  | Gran Premio di Svizzera      | Bremgarten        | José Froilán González | Juan Manuel Fangio                                                                                            | Juan Manuel Fangio    | Mercedes                 | Resoconto |
| 8  | Gran Premio d'Italia         | Monza             | Juan Manuel Fangio    | José Froilán González                                                                                         | Juan Manuel Fangio    | Mercedes                 | Resoconto |
| 9  | Gran Premio di Spagna        | Pedralbes         | Alberto Ascari        | Alberto Ascari                                                                                                | Mike Hawthorn         | Ferrari                  | Resoconto |

## Riassunto della stagione

### Gran Premio d'Argentina
Buenos Aires - 17 gennaio 1954 - II Gran Premio de la Republica Argentina

#### Ordine d'arrivo
1. Juan Manuel Fangio (Maserati)
2. Nino Farina (Ferrari)
3. José Froilán González (Ferrari)
4. Maurice Trintignant (Ferrari)
5. Élie Bayol (Gordini)

### 500 Miglia di Indianapolis
Indianapolis Motor Speedway - 31 maggio 1954 - XXXVIII Indianapolis International Motor Sweepstakes

#### Ordine d'arrivo
1. Bill Vukovich (Kurtis Kraft-Offenhauser)
2. Jimmy Bryan (Kuzma-Offenhauser)
3. Jack McGrath (Kurtis Kraft-Offenhauser)
4. Duane Carter e Troy Ruttman (Kurtis Kraft-Offenhauser)
5. Mike Nazaruk (Kurtis Kraft-Offenhauser)

### Gran Premio del Belgio
Spa-Francorchamps - 20 giugno 1954 - XVI Grote Prijs van Belgie

#### Ordine d'arrivo
1. Juan Manuel Fangio (Maserati)
2. Maurice Trintignant (Ferrari)
3. Stirling Moss (Maserati)
4. Mike Hawthorn e José Froilán González (Ferrari)
5. André Pilette (Gordini)

### Gran Premio di Francia
Reims - 4 luglio 1954 - XLI Grand Prix de l'A.C.F.

#### Ordine d'arrivo
1. Juan Manuel Fangio (Mercedes)
2. Karl Kling (Mercedes)
3. Robert Manzon (Ferrari)
4. Principe Bira (Maserati)
5. Luigi Villoresi (Maserati)

### Gran Premio di Gran Bretagna
Silverstone - 17 luglio 1954 - VII R.A.C. British Grand Prix

#### Ordine d'arrivo
1. José Froilán González (Ferrari)
2. Mike Hawthorn (Ferrari)
3. Onofre Marimón (Maserati)
4. Juan Manuel Fangio (Mercedes)
5. Maurice Trintignant (Ferrari)

### Gran Premio di Germania
Nürburgring - 1º agosto 1954 - XVII Großer Preis von Deutschland, Grand Prix d'Europe

#### Ordine d'arrivo
1. Juan Manuel Fangio (Mercedes)
2. Mike Hawthorn e José Froilán González (Ferrari)
3. Maurice Trintignant (Ferrari)
4. Karl Kling (Mercedes)
5. Sergio Mantovani (Maserati)

### Gran Premio di Svizzera
Bremgarten - 22 agosto 1954 - XIV Großer Preis der Schweiz

#### Ordine d'arrivo
1. Juan Manuel Fangio (Mercedes)
2. José Froilán González (Ferrari)
3. Hans Herrmann (Mercedes)
4. Roberto Mières (Maserati)
5. Sergio Mantovani (Maserati)

### Gran Premio d'Italia
Monza - 5 settembre 1954 - XXV Gran Premio d'Italia

#### Ordine d'arrivo
1. Juan Manuel Fangio (Mercedes)
2. Mike Hawthorn (Ferrari)
3. José Froilán González e Umberto Maglioli (Ferrari)
4. Hans Herrmann (Mercedes)
5. Maurice Trintignant (Ferrari)

### Gran Premio di Spagna
Pedralbes - 24 ottobre 1954 - XII Gran Premio de España

#### Ordine d'arrivo
1. Mike Hawthorn (Ferrari)
2. Luigi Musso (Maserati)
3. Juan Manuel Fangio (Mercedes)
4. Roberto Mières (Maserati)
5. Karl Kling (Mercedes)

## Gare non valevoli per il Campionato Mondiale
| Gara                                        | Circuito       | Data         | Vincitore             | Costruttore       | Resoconto |
| ------------------------------------------- | -------------- | ------------ | --------------------- | ----------------- | --------- |
| XIII Grande Prêmio Cidade do Rio de Janeiro | Rio de Janeiro | 3 gennaio    | Toulo de Graffenried  | Maserati          | Resoconto |
| New Zealand Motor Cup Grand Prix            | Ardmore        | 9 gennaio    | Stan Jones            | Maybach           | Resoconto |
| Gran Premio Ciudad de Buenos Aires          | Buenos Aires   | 31 gennaio   | Maurice Trintignant   | Ferrari           | Resoconto |
| IV Gran Premio di Siracusa                  | Siracusa       | 11 aprile    | Nino Farina           | Ferrari           | Resoconto |
| XV Grand Prix de Pau                        | Pau            | 19 aprile    | Jean Behra            | Gordini           | Resoconto |
| VI Levant Cup                               | Goodwood       | 19 aprile    | Reg Parnell           | Ferrari           | Resoconto |
| III Grand Prix de Bordeaux                  | Bordeaux       | 9 maggio     | José Froilán González | Ferrari           | Resoconto |
| IV BRDC International Trophy                | Silverstone    | 15 maggio    | José Froilán González | Ferrari           | Resoconto |
| VII Gran Premio di Bari                     | Bari           | 22 maggio    | José Froilán González | Ferrari           | Resoconto |
| II Curtis Trophy                            | Snetterton     | 5 giugno     | Roy Salvadori         | Maserati          | Resoconto |
| XIII Gran Premio di Roma                    | Castelfusano   | 6 giugno     | Onofre Marimón        | Maserati          | Resoconto |
| XXIV Grand Prix des Frontières              | Chimay         | 6 giugno     | Principe Bira         | Maserati          | Resoconto |
| I Cornwall MRC Formula 1 Race               | Davidstow      | 7 giugno     | John Riseley-Prichard | Connaught-Francis | Resoconto |
| I BARC Formula 1 Race                       | Goodwood       | 7 giugno     | Reg Parnell           | Ferrari           | Resoconto |
| II Crystal Palace Trophy                    | Crystal Palace | 19 giugno    | Reg Parnell           | Ferrari           | Resoconto |
| IV Grand Prix de Rouen-les-Essarts          | Rouen          | 11 luglio    | Maurice Trintignant   | Ferrari           | Resoconto |
| III Grand Prix de Caen                      | Caen           | 25 luglio    | Maurice Trintignant   | Ferrari           | Resoconto |
| I August Cup                                | Crystal Palace | 2 agosto     | Reg Parnell           | Ferrari           | Resoconto |
| II Cornwall MRC Formula 1 Race              | Davidstow      | 2 agosto     | John Coombs           | Lotus-Connaught   | Resoconto |
| I International Gold Cup                    | Oulton Park    | 7 agosto     | Stirling Moss         | Maserati          | Resoconto |
| RedeX Trophy                                | Snetterton     | 14 agosto    | Reg Parnell           | Ferrari           | Resoconto |
| XXIII Circuito di Pescara                   | Pescara        | 15 agosto    | Luigi Musso           | Maserati          | Resoconto |
| VI Sachsenring-Rennen                       | Sachsenring    | 15 agosto    | Paul Thiel            | EMW               | Resoconto |
| III Joe Fry Memorial Trophy                 | Castle Combe   | 28 agosto    | Horace Gould          | Cooper-Bristol    | Resoconto |
| V Circuit de Cadours                        | Cadours        | 12 settembre | Jean Behra            | Gordini           | Resoconto |
| I Grosser Preis von Berlin                  | AVUS           | 19 settembre | Karl Kling            | Mercedes-Benz     | Resoconto |
| VII Goodwood Trophy                         | Goodwood       | 25 settembre | Stirling Moss         | Maserati          | Resoconto |
| I Daily Telegraph Trophy                    | Aintree        | 2 ottobre    | Stirling Moss         | Maserati          | Resoconto |

## Classifica
Il sistema di punteggio prevedeva l'attribuzione ai primi cinque classificati rispettivamente di 8, 6, 4, 3 e 2 punti. I punti venivano divisi equamente tra i piloti alla guida di una vettura condivisa; in questi casi il piazzamento a punti è indicato con il simbolo ‡ in tabella. Un punto aggiuntivo veniva assegnato al detentore del giro più veloce; questo punto veniva spartito tra i piloti detentori del medesimo giro veloce. Per la classifica finale valevano i migliori cinque risultati; nella colonna Punti sono indicati i punti effettivamente validi per il campionato, tra parentesi i punti totali conquistati.

### Classifica piloti
| Pos. | Pilota                |     |     |     |     |     |     |     |     |     | Punti         |
| ---- | --------------------- | --- | --- | --- | --- | --- | --- | --- | --- | --- | ------------- |
| 1    | Juan Manuel Fangio    | 1   |     | 1   | 1   | 4   | 1   | 1   | 1   | 3   | 42 (57,14)    |
| 2    | José Froilán González | 3   |     | 4‡  | Rit | 1   | 2‡  | 2   | 3‡  |     | 25,14 (26,64) |
| 3    | Mike Hawthorn         | SQ  |     | 4‡  | Rit | 2   | 2‡  | Rit | 2   | 1   | 24,64         |
| 4    | Maurice Trintignant   | 4   |     | 2   | Rit | 5   | 3   | Rit | 5   | Rit | 17            |
| 5    | Karl Kling            |     |     |     | 2   | 7   | 4   | Rit | Rit | 5   | 12            |
| 6    | Bill Vukovich         |     | 1   |     |     |     |     |     |     |     | 8             |
| =    | Hans Herrmann         |     |     |     | Rit |     | Rit | 3   | 4   | Rit | 8             |
| 8    | Nino Farina           | 2   |     | Rit |     |     |     |     |     |     | 6             |
| =    | Jimmy Bryan           |     | 2   |     |     |     |     |     |     |     | 6             |
| =    | Luigi Musso           | NP  |     |     |     |     |     |     | Rit | 2   | 6             |
| =    | Roberto Mieres        | Rit |     | Rit | Rit | 6   | Rit | 4   | Rit | 4   | 6             |
| 12   | Jack McGrath          |     | 3   |     |     |     |     |     |     |     | 5             |
| 13   | Stirling Moss         |     |     | 3   |     | Rit | Rit | Rit | 10  | Rit | 4,14          |
| =    | Onofre Marimón        | Rit |     | Rit | Rit | 3   | NP  |     |     |     | 4,14          |
| 15   | Robert Manzon         |     |     |     | 3   | Rit | 9   | NP  | Rit | Rit | 4             |
| =    | Sergio Mantovani      |     |     | 7   |     |     | 5   | 5   | 9   | Rit | 4             |
| 17   | Prince Bira           | 7   |     | 6   | 4   | Rit | Rit |     |     | 9   | 3             |
| 18   | Umberto Maglioli      | 9   |     |     |     |     |     | 7   | 3‡  |     | 2             |
| =    | André Pilette         |     |     | 5   |     | 9   | Rit |     |     |     | 2             |
| =    | Élie Bayol            | 5   |     |     |     |     |     |     |     |     | 2             |
| =    | Mike Nazaruk          |     | 5   |     |     |     |     |     |     |     | 2             |
| =    | Luigi Villoresi       |     |     |     | 5   | Rit | NP  |     | Rit | Rit | 2             |
| 23   | Duane Carter          |     | 4‡  |     |     |     |     |     |     |     | 1,5           |
| =    | Troy Ruttman          |     | 4‡  |     |     |     |     |     |     |     | 1,5           |
| 25   | Alberto Ascari        |     |     |     | Rit | Rit |     |     | Rit | Rit | 1,14          |
| 26   | Jean Behra            | SQ  |     | Rit | 6   | Rit | 10  | Rit | Rit | Rit | 0,14          |
| –    | Harry Schell          | 6   |     |     | Rit | 12  | 7   | Rit |     | Rit | 0             |
| –    | Ken Wharton           |     |     |     | Rit | 8   | NP  | 6   |     | 8   | 0             |
| –    | Fred Wacker           |     |     |     |     |     |     | Rit | 6   |     | 0             |
| –    | Fred Agabashian       |     | 6   |     |     |     |     |     |     |     | 0             |
| –    | Piero Taruffi         |     |     |     |     |     | 6   |     |     |     | 0             |
| –    | Paco Godia            |     |     |     |     |     |     |     |     | 6   | 0             |
| –    | Louis Rosier          | Rit |     |     | Rit | Rit | 8   |     | 8   | 7   | 0             |
| –    | Peter Collins         |     |     |     |     | Rit |     |     | 7   | NP  | 0             |
| –    | Don Freeland          |     | 7   |     |     |     |     |     |     |     | 0             |
| –    | Jacques Swaters       |     |     | Rit |     |     |     | 8   |     | Rit | 0             |
| –    | Toulo de Graffenried  | 8   |     |     |     |     |     |     |     | Rit | 0             |
| –    | Paul Russo            |     | 8   |     |     |     |     |     |     |     | 0             |
| –    | Jerry Hoyt            |     | 8   |     |     |     |     |     |     |     | 0             |
| –    | Larry Crockett        |     | 9   |     |     |     |     |     |     |     | 0             |
| –    | Cal Niday             |     | 10  |     |     |     |     |     |     |     | 0             |
| –    | Bob Gerard            |     |     |     |     | 10  |     |     |     |     | 0             |
| –    | Jorge Daponte         | Rit |     |     |     |     |     |     | 11  |     | 0             |
| –    | Art Cross             |     | 11  |     |     |     |     |     |     |     | 0             |
| –    | Johnnie Parsons       |     | 11  |     |     |     |     |     |     |     | 0             |
| –    | Sam Hanks             |     | 11  |     |     |     |     |     |     |     | 0             |
| –    | Andy Linden           |     | 11  |     |     |     |     |     |     |     | 0             |
| –    | Jimmy Davies          |     | 11  |     |     |     |     |     |     |     | 0             |
| –    | Don Beauman           |     |     |     |     | 11  |     |     |     |     | 0             |
| –    | Chuck Stevenson       |     | 12  |     |     |     |     |     |     |     | 0             |
| –    | Walt Faulkner         |     | 12  |     |     |     |     |     |     |     | 0             |
| –    | Manny Ayulo           |     | 13  |     |     |     |     |     |     |     | 0             |
| –    | Leslie Marr           |     |     |     |     | 13  |     |     |     |     | 0             |
| –    | Bob Sweikert          |     | 14  |     |     |     |     |     |     |     | 0             |
| –    | Leslie Thorne         |     |     |     |     | 14  |     |     |     |     | 0             |
| –    | Horace Gould          |     |     |     |     | 15  |     |     |     |     | 0             |
| –    | Jimmy Jackson         |     | 15  |     |     |     |     |     |     |     | 0             |
| –    | Tony Bettenhausen     |     | 15  |     |     |     |     |     |     |     | 0             |
| –    | Marshall Teague       |     | 15  |     |     |     |     |     |     |     | 0             |
| –    | Ernie McCoy           |     | 16  |     |     |     |     |     |     |     | 0             |
| –    | Jimmy Reece           |     | 17  |     |     |     |     |     |     |     | 0             |
| –    | Ed Elisian            |     | 18  |     |     |     |     |     |     |     | 0             |
| –    | Bob Scott             |     | 18  |     |     |     |     |     |     |     | 0             |
| –    | Frank Armi            |     | 19  |     |     |     |     |     |     |     | 0             |
| –    | George Fonder         |     | 19  |     |     |     |     |     |     |     | 0             |
| –    | Clemar Bucci          |     |     |     |     | Rit | Rit | Rit | Rit |     | 0             |
| –    | Paul Frère            |     |     | Rit | Rit |     | Rit |     |     |     | 0             |
| –    | Roy Salvadori         |     |     |     | Rit | Rit |     |     |     |     | 0             |
| –    | Jacques Pollet        |     |     |     | Rit |     |     |     |     | Rit | 0             |
| –    | Roger Loyer           | Rit |     |     |     |     |     |     |     |     | 0             |
| –    | Jim Rathmann          |     | Rit |     |     |     |     |     |     |     | 0             |
| –    | Pat O'Connor          |     | Rit |     |     |     |     |     |     |     | 0             |
| –    | Rodger Ward           |     | Rit |     |     |     |     |     |     |     | 0             |
| –    | Eddie Johnson         |     | Rit |     |     |     |     |     |     |     | 0             |
| –    | Gene Hartley          |     | Rit |     |     |     |     |     |     |     | 0             |
| –    | Johnny Thomson        |     | Rit |     |     |     |     |     |     |     | 0             |
| –    | Bill Homeier          |     | Rit |     |     |     |     |     |     |     | 0             |
| –    | Jimmy Daywalt         |     | Rit |     |     |     |     |     |     |     | 0             |
| –    | Pat Flaherty          |     | Rit |     |     |     |     |     |     |     | 0             |
| –    | Travis Webb           |     | Rit |     |     |     |     |     |     |     | 0             |
| –    | Danny Kladis          |     | Rit |     |     |     |     |     |     |     | 0             |
| –    | Len Duncan            |     | Rit |     |     |     |     |     |     |     | 0             |
| –    | Lance Macklin         |     |     |     | Rit |     |     |     |     |     | 0             |
| –    | Georges Berger        |     |     |     | Rit |     |     |     |     |     | 0             |
| –    | Bill Whitehouse       |     |     |     |     | Rit |     |     |     |     | 0             |
| –    | Ron Flockhart         |     |     |     |     | Rit |     |     |     |     | 0             |
| –    | John Riseley-Prichard |     |     |     |     | Rit |     |     |     |     | 0             |
| –    | Reg Parnell           |     |     |     |     | Rit |     |     |     |     | 0             |
| –    | Peter Whitehead       |     |     |     |     | Rit |     |     |     |     | 0             |
| –    | Eric Brandon          |     |     |     |     | Rit |     |     |     |     | 0             |
| –    | Hermann Lang          |     |     |     |     |     | Rit |     |     |     | 0             |
| –    | Theo Helfrich         |     |     |     |     |     | Rit |     |     |     | 0             |
| –    | Ottorino Volonterio   |     |     |     |     |     |     |     |     | Rit | 0             |
| –    | Carlos Menditeguy     | NP  |     |     |     |     |     |     |     |     | 0             |
| –    | Alan Brown            |     |     |     |     | NP  |     |     |     |     | 0             |
| –    | Giovanni de Riu       |     |     |     |     |     |     |     | NP  |     | 0             |
| –    | Duke Nalon            |     | NQ  |     |     |     |     |     |     |     | 0             |
| –    | George Tichenor       |     | NQ  |     |     |     |     |     |     |     | 0             |
| –    | Cliff Griffith        |     | NQ  |     |     |     |     |     |     |     | 0             |
| –    | Henry Banks           |     | NQ  |     |     |     |     |     |     |     | 0             |
| –    | Al Herman             |     | NQ  |     |     |     |     |     |     |     | 0             |
| –    | Eddie Russo           |     | NQ  |     |     |     |     |     |     |     | 0             |
| –    | Bill Holland          |     | NQ  |     |     |     |     |     |     |     | 0             |
| –    | Frank Mundy           |     | NQ  |     |     |     |     |     |     |     | 0             |
| –    | Danny Oakes           |     | NQ  |     |     |     |     |     |     |     | 0             |
| –    | Chuck Weyant          |     | NQ  |     |     |     |     |     |     |     | 0             |
| –    | Eddie Sachs           |     | NQ  |     |     |     |     |     |     |     | 0             |
| –    | Bob Christie          |     | NQ  |     |     |     |     |     |     |     | 0             |
| –    | Duke Dinsmore         |     | NQ  |     |     |     |     |     |     |     | 0             |
| –    | Potsy Goacher         |     | NQ  |     |     |     |     |     |     |     | 0             |
| –    | Johnnie Tolan         |     | NQ  |     |     |     |     |     |     |     | 0             |
| –    | Billy Devore          |     | NQ  |     |     |     |     |     |     |     | 0             |
| –    | Lee Wallard           |     | NQ  |     |     |     |     |     |     |     | 0             |
| Pos. | Pilota                |     |     |     |     |     |     |     |     |     | Punti         |

| Legenda | 1º posto     | 2º posto | 3º posto    | A punti         | Senza punti/Non class.  | Grassetto – Pole position Corsivo – Giro più veloce |
| Legenda | Squalificato | Ritirato | Non partito | Non qualificato | Solo prove/Terzo pilota | Grassetto – Pole position Corsivo – Giro più veloce |